# Freya (nombre)
Freya es un nombre femenino que viene del nórdico antiguo  y deriva del nombre de la deidad nórdica Freyja.
Freya fue el 25° nombre más popular para niñas nacidas en Inglaterra y Gales, el 32° en Escocia en 2007, y el 14° en 2016. Freya fue el nombre 220° más popular entre niñas nacidas en Alemania en 2007. La variante Freja fue el nombre más popular para recién nacidas en Dinamarca en 2009 y el 52° en Suecia en 2009.

## Personas
- Freya Aswynn, neopagana neerlandesa
- Freja Beha Erichsen, modelo danesa
- Audrey Freyja Clarke, skate islandesa
- Freya Clausen, cantautora danesa
- Freya Hoffmeister, kayakera alemana
- Freya Klier, autora y productora de películas alemana
- Freya Lim, cantante taiwanesa
- Freya Manfred, poeta estadounidense
- Freya Mathews, filósofa y autor estadounidense
- Freya Mavor, actriz y modelo escocesa
- Freya North, novelista inglesa
- Freya Piryns, política belga
- Freya Ridings, cantautora británica
- Freya Ross, atleta escocesa
- Freya Stafford, actriz australiana
- Freya Stark, exploradora y escritora británica
- Freya Van den Bossche, política flamenca
- Freya von Moltke, activista alemana

- Freya Allan, actriz británica

## Variantes
- Ffreuer- Galés